# Tysklands økonomi
Tyskland er den største økonomi og den største industrination i Europa, og dertil blandt de fire største i verden efter blandet andet USA og Kina. Industrien hører til de mest teknologisk udviklede i verden. Derudover er Tyskland tredjestørste blandt eksportnationer i verden.
Tyskland er meget råstoffattigt, hvorfor økonomien hovedsageligt baserer sig på produktion i den sekundære og tertiære sektor, dog er store dele af landet præget af landbrug, og der finder stadig kulmineudgravninger sted i nogle områder af landet (Ruhr-distriktet).
Da Tyskland er en meget eksportorienteret økonomi, har udvidelsen af markeder, især indenfor EU, altid været en vigtig del af tysk politik.

## Karakterisering af den tyske økonomi
Den tyske økonomi kaldes også for social markedsøkonomi. Dette udtryk blev præget af den daværende finansminister Ludwig Erhard, der i 1948 lagde grundstenen til udformningen af den tyske økonomi. Den tyske stat har som social markedsøkonomi visse lighedstræk med de skandinaviske velfærdsstater, men skal ikke forveksles, da mange områder i Tyskland styres af private aktører.

## Historie

### Overblik
Den vesttyske møntreform fra 1948 lagde fundamentet for det Wirtschaftswunder (økonomiske mirakel) der meget hurtigt fik Vesttyskland til at nå op blandt verdens førende industrinationer i løbet af 1950'erne trods den meget ødelæggende 2. verdenskrig. Tysklands økonomiske udvikling er præget af evnen til praktisk innovation og et stærkt industrielt grundlag, hvilket har gjort landet til en af verdens førende økonomier. Tyskerne kunne pga. lave lønninger producere billigt, og med en stor efterspørgsel på især det amerikanske marked blev Vesttyskland hurtigt til eksportland nummer 1 i verden. Vækstraterne forblev helt op i 70´erne utroligt høje. I 70´erne og 80´erne var Vesttyskland en af de lande i Europa med den højeste gennemsnitsindkomst.
Efter en recession i forbindelse med den verdensomspændende oliekrise 1974 begyndte den tyske økonomi igen at vokse, dog med endnu en recession i 1981/1982. 80´erne havde også gode vækstrater, men med genforeningen kom der økonomiske problemer.

### Genforeningen
Umiddelbart efter genforeningen 1990 begyndte den tyske økonomi at kunne mærke den enorme omkostning det var, at omdanne en tidligere planøkonomi til fri markedsøkomi. På trods af en enorm arbejdsløshed i de østlige områder af Tyskland, så har genforeningen ført til en betragtelig forhøjelse af levestandarden i det tidligere Østtyskland.

## Arbejdsløshed
Tyskland har siden genforeningen haft en meget høj arbejdsløshed, men også her er de forskellen mellem øst og vest markant. I det tidligere Østtyskland ligger arbejdsløsheden i gennemsnit på 15 %, i det tidligere Vesttyskland er den 8 %. I mange tyndtbefolkede provinser i øst er den over 20 %. I vest lider især tidligere industriområder som f.eks. Ruhr-distriktet af en høj arbejdsløshed, mens de sydlige delstater Bayern og Baden-Württemberg har lave arbejdsløshedstal. I forbindelse med den seneste gode udvikling for den tyske økonomi har man dog set et gradvist fald i arbejdsløshedstallet.

## Samhandel med Danmark
Tyskland er Danmarks vigtigste eksportmarked. I form af varer og tjenesteydelser eksporteres der årligt for cirka 110 mia. kr, det svarer til 17 % af den samlede danske eksport.

## Store tyske industrikoncerner
Herunder ses de 10 største tyske industrikoncerner, målt efter omsætning i 2004.
| Nr. | Koncern           | Omsætning (millioner Euro) | Overskud (millioner Euro) | Ansatte (i 1000) |
| --- | ----------------- | -------------------------- | ------------------------- | ---------------- |
| 1   | Daimler AG        | 142 059                    | 2 466,0                   | 384,7            |
| 2   | Volkswagen AG     | 88 963                     | 716,0                     | 342,5            |
| 3   | Siemens AG        | 75 167                     | 3 571,0                   | 419,2            |
| 4   | E.ON AG           | 44 745                     | 4 339,0                   | 69,7             |
| 5   | BMW Group         | 44 335                     | 2 222,0                   | 106,0            |
| 6   | RWE               | 40 996                     | 2 414,0                   | 97,8             |
| 7   | Robert Bosch GmbH | 40 007                     | 1 675,0                   | 242,3            |
| 8   | ThyssenKrupp AG   | 39 342                     | 904,0                     | 187,7            |
| 9   | BASF              | 37 537                     | 2 014,0                   | 82,0             |
| 10  | Bayer AG          | 29 758                     | 600,0                     | 113,0            |

## Kendte tyske virksomheder
| - Volkswagen AG - BMW - Mercedes-Benz - Siemens - Porsche - Audi AG - Robert Bosch GmbH - SAP SE - Bayer - Braun - BASF - AEG - Opel | - Deutsche Telekom - Dr. Oetker - Kühne - Löwenbräu - Loewe AG - Schultheiss - Mannesmann - ThyssenKrupp - E.ON - Deutsche Bank - TUI - Deutsche Lufthansa |